# Jens Motschmann
Jens Motschmann (* 30. Juni 1942 in Berlin) ist ein deutscher evangelisch-lutherischer Pfarrer und Theologe.

## Leben
Motschmann ging in der DDR zur Schule und machte 1960 sein Abitur in Beetzendorf/Altmark. Er studierte Evangelische Theologie und Politikwissenschaft in Berlin, Hamburg und Bayreuth. Von 1971 bis 1972  war Motschmann als Pfarrer in Neumünster-Einfeld tätig, von 1972 bis 1987 in Itzehoe, von 1987 bis zu seiner Pensionierung 2007 in der St.-Martini-Kirche in Bremen. Motschmann war Mitglied der Evangelischen Notgemeinschaft in Deutschland und gab 1976 zusammen mit Helmut Matthies das Rotbuch Kirche und 1978 zusammen mit Friedrich-Wilhelm Künneth Das neue Rotbuch Kirche heraus. Über dieses Buch heißt es in einer Dissertation aus dem Jahre 1994: „Tenor dieser Publikation ist die Unterstellung, die evangelische Kirche in Deutschland sei kommunistisch unterwandert und betreibe ‚Volksfrontpolitik‘. Die Autoren sehen sich inmitten eines Glaubenskampfes, demgegenüber der Kirchenkampf des Dritten Reiches ein Vorhutgefecht war‘“.
Von 1977 bis 1987 war Motschmann Mitglied der Synode der Nordelbischen Kirche, in der er eine konservative Position vertrat. Seit 2008 ist er Pfarrer im Ruhestand. Er betätigte sich in den Jahren 2009 bis 2010 als ehrenamtlicher Vertretungspastor in der St.-Jakobi-Gemeinde in Bremen, hält weiterhin Gottesdienste. Motschmann war von 2010 bis 2016 Vorsitzender der Senioren-Union in Bremen.
Jens Motschmann ist mit der Bremer Politikerin Elisabeth Motschmann verheiratet und hat mit ihr drei Kinder und neun Enkel. Sein Bruder war der Politikwissenschaftler Klaus Motschmann, für den er auch die Trauerfeier hielt.

## Veröffentlichungen (Auswahl)
- So nicht, Herr Pfarrer! Was wird aus der evangelischen Kirche? Verlag Ullstein, Frankfurt am Main und Berlin 1991, ISBN 3-550-07501-4; Taschenbuchausgabe 1993, ISBN 3-548-35338-X.
- Die Pharisäer. Die evangelische Kirche, der Sozialismus und das SED-Regime. Ullstein, Frankfurt am Main und Berlin 1993, ISBN 3-548-36622-8.
- Feministische Theologie. Rückkehr der Göttinnen. Logos-Verlag, Lage 2001, ISBN 3-933828-71-6.
- Ein Gang durch das Kirchenjahr. Bremer Predigten 1990–2010. Fromm Verlag, Saarbrücken 2014, ISBN 978-3-8416-0487-3.
- Bremer Predigten. Lebenshilfe aus dem Wort Gottes. Bremen 2017, ISBN 978-1973539728
- Bremer Predigten. Orientierung aus dem Wort Gottes. Bremen 2018, ISBN 978-1980483458
- Bremer Predigten. Das Kirchenjahr. Bremen 2018, ISBN 978-1790690312
- Widerspruch war nicht erwünscht. Wie ein Pfarrerskind die DDR erlebte. concepcion SEIDEL OHG, Muldenhammer 2020, ISBN 978-3-86716-206-7.

als Herausgeber
- Rotbuch Kirche. Seewald-Verlag, Stuttgart 1976, ISBN 3-512-00452-0 (mit Helmut Matthies).
- Das neue Rotbuch Kirche. Seewald-Verlag, Stuttgart 1978, ISBN 3-512-00503-9 (mit Friedrich-Wilhelm Künneth).
- Kirche zwischen den Meeren. Beiträge zu Geschichte und Gestalt der Nordelbischen Kirche, Westholsteinische Verlagsanstalt Boyens, Heide in Holstein 1981, ISBN 3-8042-0211-X
- Macht und Mißbrauch der Kirchensteuer. Verlag der Lutherischen Buchhandlung Harms, Groß Oesingen 2002, ISBN 3-86147-241-4.